# Chris Coons
Christopher Andrew Coons (Greenwich, Connecticut, Estados Unidos; 9 de septiembre de 1963) es un político estadounidense afiliado al Partido Demócrata. Desde 2010 representada al estado de Delaware en el Senado de ese país.